# Daniel Ligou
Pour les articles homonymes, voir Ligou.
Daniel Ligou, né le 22 avril 1921 à Ploemeur en Bretagne et mort le 6 juillet 2013 à Dijon, est un historien et universitaire français. Spécialiste de l'histoire de la franc-maçonnerie et du protestantisme, il est professeur à l'université de Bourgogne de 1963 à 1989.

## Biographie

### Jeunesse et formation
Daniel Ligou nait dans le Morbihan le 22 avril 1921 à Ploemeur, où son père est ingénieur des travaux maritimes. Ses deux parents sont d’origine protestante languedocienne. Son frère jumeau, Robert Ligou, est enseignant et écrivain. À la retraite de son père en 1925, sa famille s'installe à Montauban.
Daniel Ligou obtient le baccalauréat option philosophie et s’inscrit à la faculté de Montpellier puis de Toulouse pour y préparer une licence d’histoire. En même temps il suit les cours de la faculté de théologie protestante où il développe ses connaissances du grec et s’initie à l’hébreu. Il obtient l’agrégation d’histoire en 1947.

### Carrière enseignante et éditoriale
Il commence une carrière d’enseignant dans l'enseignement secondaire en 1947 à Cahors puis Montauban en 1948. Il obtient un détachement de trois ans au CNRS et il soutient en 1956 sa thèse d'État, intitulée "Montauban à la fin de l'Ancien Régime et aux débuts de la Révolution, 1788-1794", publiée en 1958,. Il enseigne pendant deux ans à la faculté des lettres de Toulouse. Il est nommé ensuite maître de conférences à la faculté des lettres d’Alger de 1959 à 1962. Mais les menaces de l’OAS le contraignent à rejoindre prématurément la métropole.
Il est nommé professeur d'histoire moderne en 1963 à la faculté des lettres de Dijon où il enseigne jusqu’à sa retraite en 1989. Outre son enseignement, il consacre une grande part de son temps à la recherche avec ses étudiants en dirigeant leurs travaux mais aussi en explorant et approfondissant de nombreux domaines comme les institutions de l’Ancien Régime, la Révolution française, l’histoire des idées et des mouvements philosophiques, des mentalités et des religions. Il est spécialiste de l'histoire du protestantisme et membre du comité de la Société de l'histoire du protestantisme français. Sa grande connaissance de l'Ancien Régime lui valent d’être retenu pour participer au Comité national pour le bicentenaire de la Révolution. Il partage ses connaissances lors des missions à l’étranger qui lui sont confiées en Yougoslavie, en Italie, en Roumanie, et aux États-Unis. Cette activité académique se traduit par près de 200 publications dont le Dictionnaire de la Franc-maçonnerie publié aux PUF.
Il est un spécialiste de la franc-maçonnerie française à laquelle il consacre plusieurs ouvrages,.

### Engagements politiques et sociaux
Daniel Ligou participe à la création d’un comité étudiant anti-fasciste, tout en se rapprochant du Front populaire. Membre du Comité national des jeunes socialistes en 1948, élu secrétaire national en 1949, en 1951, atteint par la limité d’âge (30 ans), il remet sa charge à Pierre Mauroy. Militant au PSA puis au PSU, il adhère au parti Radical, devient membre du Comité directeur du parti radical de gauche en 1978, président départemental de 1978 à 1981.
Franc-maçon, Daniel Ligou est membre du Grand Orient de France. Il figure parmi les hauts responsables de l'Obédience.

### Activités sportives
Daniel Ligou a pratiqué le rugby en 3e ligne à l’Union sportive montalbanaise, fut entraineur au Sporting club montalbanais, arbitre fédéral en 1953. Il pratique aussi l’athlétisme, en 1941 il est champion du Languedoc du 1 500 m et de cross-country, est élu vice-président de la Ligue d’athlétisme de Midi-Pyrénées de 1954 à 1958, fonction qui lui est confiée en Algérie de 1959 à 1962. Il a aussi pratiqué la natation (champion des Pyrénées au 100 m brasse cadet), le basket, football, et fut chroniqueur sportif à la Dépêche du Midi et d’autres journaux régionaux. Roger Bambuck, alors ministre de François Mitterrand, lui remit la médaille de la jeunesse et des sports.

## Publications
- Documents sur le protestantisme montalbanais au XVIIIe siècle, Toulouse : Impr. universitaire, 1955[10].
- Montauban à la fin de l'Ancien Régime et aux débuts de la Révolution (1787-1794), Paris, M. Rivière, 1958.
- Histoire du socialisme en France (1871-1961), Paris, Presses universitaires de France, 1962.
- La Loge maçonnique de Sorèze de 1786 à 1815, Albi, Archives départementales, 1963.
- Le Protestantisme en France de 1598 à 1715, SEDES, 1968, 277 p.[11].
- Chansons maçonniques (18e et 19e siècles), choisies et commentées par Daniel Ligou, Paris, Cercle des amis de la bibliothèque initiatique, 1972.
- Sur l'histoire de la Franc-Maçonnerie. Une « Maçonologie » scientifique est-elle possible ?, Paris, Garnier frères, 1972.
- Dictionnaire de la franc-maçonnerie, Paris, Presses universitaires de France, « Quadrige Dicos Poche », 2004, rééd. 2006.
- La Franc-maçonnerie, textes choisis et présentés par Daniel Ligou, Paris, Presses universitaires de France, 1977.
- Anderson's constitutions, (1723), texte anglais de l'édition de 1723, introduction, traduction et notes par Daniel Ligou, Paris, Lauzeray, « Scripta ac fontes Ordinis latomorum. Textes et sources de l'Ordre maçonnique », 1978.
- La Franc-maçonnerie à Chalon-sur-Saône et à Mâcon au XVIIIe siècle, Paris, Lauzeray, 1979, avec l'abbé J.-C. Desbrosse.
- Histoire des francs-maçons en France, Toulouse, Privat, 1981, prix Marie-Eugène Simon-Henri-Martin de l’Académie française en 1982.
- Commentaires sur les écrits maçonniques de Joseph de Maistre. Romantisme. Année 1985. Vol.15. no 48 ;p. 112-113.
- Franc-maçonnerie et Révolution française, 1789-1799 : franc-maçonnerie et révolutions, Paris, Chiron-Detrad, coll. « Janus », 1989, 295 p. (ISBN 2-7027-0396-8, présentation en ligne).
- Introduction de: Rituels du Rite Français Moderne, 1786, Apprenti-Compagnon-Maître, Paris-Genève, Champion-Slatkine, 1991.
- Introduction de: Rituels du Rite Français Moderne, 1786, Les quatre "Ordres supérieurs" Élu - Écossais - Chevalier d'Orient - Rose Croix, Paris-Genève, Champion-Slatkine, 1992.
- Frederic Desmons et la Franc-maçonnerie sous la IIIe République, Paris, Éditions Théolib, 2012,  (ISBN 978-2-36500-055-0).

## Soutien à des rééditions
Daniel Ligou a contribué à la réédition de nombreux écrits maçonniques dont les principaux auteurs sont :
- Étienne-François Bazot (1782-186 ?)
- Albert Lantoine (1859-1949)
- Charles Webster Leadbeater (1848-1934)
- Gaston Martin (1886-1960)
- Gabriel-Louis Pérau (1700-1767)
- Claude-Antoine Thory (1757-1827)
- Pierre Gérard Vassal (1769-1840)

## Distinctions
- Chevalier de l'ordre national du Mérite[7]
- Médaille de la jeunesse, des sports et de l'engagement associatif, bronze [9]